# Rose Mofford
Rose Perica Mofford (Globe, Arizona, 10 de junio de 1922-Phoenix, 15 de septiembre de 2016) fue una política estadounidense que dedicó su vida al servicio público en su estado natal siendo tesorera y encargada de la comisión tributaria local; también fue gerente de una revista llamada Arizona Highways y en 1953 comenzó a trabajar como asistente de la Secretaría de Estado de Arizona, manteniéndose en ese puesto por 22 años hasta que en 1975 ocupó ese puesto nuevamente en sustitución de su jefe Wesley Bolin de manera interina.
Pudo realizar su primer periodo completo como secretaria de Estado a partir de 1978 y logró ser reelegida para el periodo entre 1982 y 1986. En 1988, fue designada para ser gobernadora interina en lugar de Evan Mecham, quien renunció para enfrentar una serie de acusaciones y de esta forma, Mofford se convirtió en la primera gobernadora de Arizona y la número 18 en el recuento total de gobernadores. En ese cargo, realizó esfuerzos y alianzas en contra de las drogas, y fundó el primer centro preventivo de drogadicción en Arizona.

## Primeros años
Sus padres fueron John y Frances Oberstar Perica, originarios de Croacia, en ese entonces parte del Imperio austrohúngaro, siendo la menor de seis hijos. Estudió en Globe, gustaba de participar en los deportes y fue la primera líder estudiantil mujer en su escuela superior. Practicó el baloncesto y el sóftbol .
Se graduó en 1939 como la mejor de la clase y, por consejo de su padre, rechazó la oportunidad de jugar al baloncesto profesional con los All American Red Heads.

## Servicio público en Arizona
A la edad de 18 años en 1940, Mofford se inició en el servicio público como secretaria del tesorero del estado Joe Hunt, inició con ello una carrera de más de 50 años en el servicio público de Arizona. Con el ascenso de Hunt a comisionado estatal de impuestos, Mofford continúo siendo su secretaria.
En los años 50, fue promovida a secretaria ejecutiva de la comisión de impuestos, teniendo que soportar el machismo de su época, al grado de que fue despedida de la comisión, porque algunos de los miembros consideraron que era mejor tener en este puesto a un hombre.
Por ello Mofford estuvo empleada en el sector privado dos años, como gerente de una revista llamada Arizona Highways. Después de esta breve experiencia volvió al sector público para servir como asistente del secretario de estado de Arizona, Wesley Bolin, manteniéndose en este cargo 20 años.
En 1978 comenzaron a darse una serie de acontecimientos que hubieran llevado desde entonces a Mofford a ser gobernadora, de no estar impedida por la ley, al requerir que el cargo fuera cubierto únicamente por un funcionario electo: el gobernador Raúl Castro renunció en 1977 al ser nombrado embajador estadounidense en Argentina, con ello, Bolin se convirtió en gobernador y nombró a Mofford como su secretaria de Estado. Al fallecer Bolin seis meses después de asumir el cargo por un ataque al corazón, su sucesora natural hubiere sido Mofford, pero al estar impedida por la ley, el congreso local eligió al procurador y general Bruce Babbitt.
Posteriormente, Rose Mofford fue elegida para un periodo completo de secretaria de Estado durante el gobierno de Evan Mecham y en 1988, cuando este gobernador tuvo que renunciar ante las acusaciones que se le hicieron, Mofford se convirtió en la primera mujer que ocupó el cargo de gobernadora de Arizona.
Aunque Arizona se considera un estado tradicionalmente republicano, la demócrata Mofford gozaba de la simpatía de los miembros de ambos partidos.

## Vida personal
Se casó en 1957 con T.R. Lefty Mofford, capitán del departamento de policía de Phoenix. Se divorciaron a los 10 años de casados sin haber tenido hijos. Nunca se volvió a casar.

## Fallecimiento

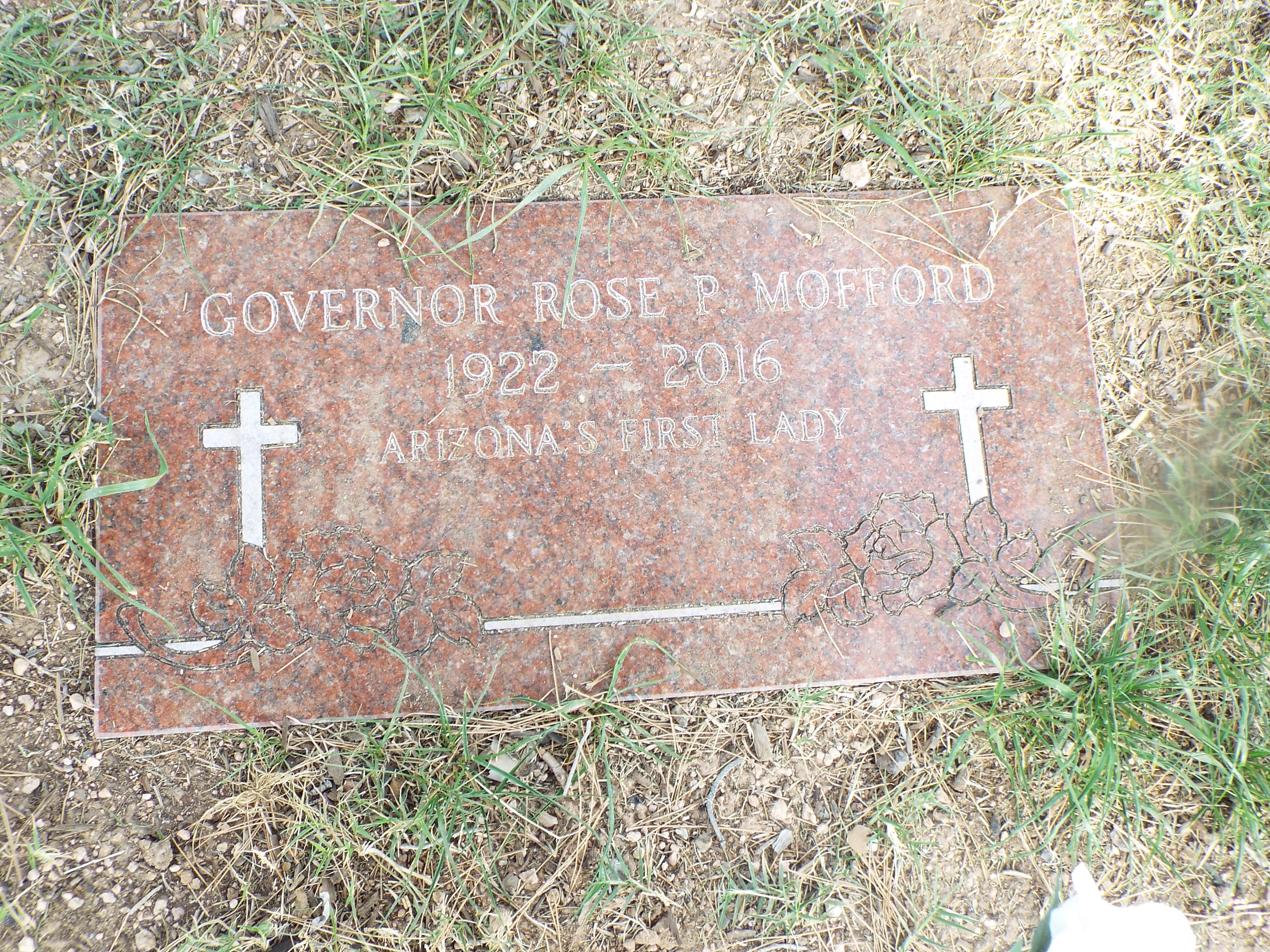
Tumba de la gobernadora Mofford

Rose Mofford falleció el 15 de septiembre de 2016 a la edad de 94 años en Phoenix, tras pasar el último mes hospitalizada por las lesiones sufridas a causa de una caída en su casa.